# Сис-Фур-ле-Плаж
Сис-Фур-ле-Плаж (фр. Six-Fours-les-Plages) — коммуна на юго-востоке Франции в регионе Прованс — Альпы — Лазурный берег, департамент Вар, округ Тулон, кантон Ла-Сен-сюр-Мер-2.
Площадь коммуны — 26,58 км², население — 34 325 человек (2006) с тенденцией к стабилизации: 34 057 человек (2012), плотность населения — 1281,0 чел/км².

## Население
Население коммуны в 2011 году составляло — 34 275 человек, а в 2012 году — 34 057 человек.
| 1962 | 1968  | 1975  | 1982  | 1990  | 1999  | 2006  | 2011  | 2012  |
| ---- | ----- | ----- | ----- | ----- | ----- | ----- | ----- | ----- |
| 9057 | 15118 | 20090 | 25526 | 28957 | 32742 | 34325 | 34275 | 34057 |

Динамика населения:

## Экономика
В 2010 году из 20 139 человек трудоспособного возраста (от 15 до 64 лет) 13 670 были экономически активными, 6469 — неактивными (показатель активности 67,9 %, в 1999 году — 64,8 %). Из 13 670 активных трудоспособных жителей работали 12 089 человек (6223 мужчины и 5866 женщин), 1581 числились безработными (732 мужчины и 849 женщин). Среди 6469 трудоспособных неактивных граждан 1805 были учениками либо студентами, 2726 — пенсионерами, а ещё 1938 — были неактивны в силу других причин.
На протяжении 2010 года в коммуне числилось 17 191 облагаемое налогом домохозяйство, в котором проживало 34 605,0 человек. При этом медиана доходов составила 20 734 евро на одного налогоплательщика.